# Villanueva (Navia)
Villanueva es una parroquia del concejo asturiano de Navia. Su templo parroquial está dedicado a San Antolín. Alberga una población de 661 habitantes y ocupa una extensión de 12,81 km². Se encuentra a una distancia de 2,7 km de la capital del concejo.

## Aldeas
- Armental
- Balmeón (Valmión en asturiano)
- Buenavista
- Cabanella
- La Colorada
- La Mabona (Llamabúa)
- La Venta
- Las Aceñas (Las Acenias)
- Salcedo
- Talarén

- Datos: Q5196169